# Violación en el ejército
Violación en el ejército (título original: She Stood Alone: The Tailhook Scandal) es un drama para la televisión del año 1995 de Larry Shaw con Gail O'Grady en el papel principal.
La película está basada en hechos reales. Trata del escándalo Tailhook, que fue un escándalo en los Estados Unidos dentro de la Marina. Ese escándalo ocurrió en los años 1991/1992, cuando hubo disturbios sexuales en el 35. Simposio de Tailhook, que ocurrió entre el 5 y el 8 de septiembre de 1991 en Las Vegas, donde la mayoría de los visitantes eran aviadores de la marina estadounidense. Paula Coughlin fue la víctima más conocida del escándalo, porque publicó el escándalo en la prensa.

## Argumento
La oficial Paula Coughlin es una piloto de la marina estadounidense y lleva su uniforme con orgullo. Cuando informa de que compañeros de trabajo que estaban borrachos la acasoraon sexualmente hasta el punto de casi violarla, no la escuchan. Una investigación incluso encubre el incidente. Enojada, se dirige a la prensa. Barbara Pope interviene por ello en nombre del gobierno estadounidense y en el transcurso de sus investigaciones descubre que las mujeres de vez en cuando son maltratadas sistemáticamente así, porque no so bienvenidas. En el peor de los casos, se considera incluso este tipo de incidentes pecados de caballero y en la que las mujeres, que son víctimas de este tipo de acciones, callan, porque tienen miedo, que la marina les expulse, si hablan al respecto. 
Las investigaciones se convierten así en un gran escándalo público, en el que varios almirantes tienen que dimitir, porque no hicieron nada al respecto. La marina, a causa del escándalo, es reformada en relación con el tratamiento de las mujeres en ella, pero Paula no recibe ningún tipo de justicia a causa del incidente y, por lo que hizo, la acosan de tal manera que tiene que dejar la marina. Sin embargo, su padre, está orgulloso por lo que hizo y, en secreto, las mujeres en la marina la admiran por la valentía que mostró al respecto.

## Reparto
- Gail O’Grady - Teniente Paula Coughlin
- Bess Armstrong - Barbara Pope
- Hal Holbrook - Almirante Kelso
- Rip Torn - Almirante Snyder
- Robert Urich - Almirante Williams
- Teryl Rothery - Teniente Comandante Evans
- Matt Clark - Padre de Paula
- Sheila Larken - Rena Coughlin

## Recepción
Para El País el telefilm, que catalogiza como normal y corriente, es flojo, aunque haya caras conocidas en ella.